# Krševac
Krševac är en ort i Bosnien och Hercegovina.   Den ligger i entiteten Federationen Bosnien och Hercegovina, i den centrala delen av landet, 50 km norr om huvudstaden Sarajevo. Krševac ligger 736 meter över havet och antalet invånare är 375.
Terrängen runt Krševac är kuperad.Runt Krševac är det ganska tätbefolkat, med 93 invånare per kvadratkilometer.. Närmaste större samhälle är Zenica, 16,6 km väster om Krševac. 
I omgivningarna runt Krševac växer i huvudsak blandskog.